# 러시아 축구 국가대표팀 유니폼 역사
소비에트 연방의 해체 후, 러시아 축구 협회는 유니폼을 새롭게 변화시켰고, 제작사도 적색, 백색의 유니폼을 제조하던 아디다스에서 리복으로 변경하였다. 리복은 러시아의 국기를 응용해 적색, 청색, 백색을 사용하였다. 1997년을 기점으로, 나이키는 청색과 백색만을 사용하여 그보다 더 단순한 유니폼을 제작하였다. 2002년 FIFA 월드컵과 UEFA 유로 2004에서 활용된 유니폼은 백색을 기반으로 청색의 무늬를 넣었고, 원정 유니폼은 색상 반전 형식으로 디자인되었다. 2006년 FIFA 월드컵 본선행 실패 후, 나이키는 다시 적색을 원정 유니폼으로 재도입하였고, 홈 유니폼은 백색 색상을 고수하였다. 이러한 경향은 2008년 9월부터 아디다스가 유니폼을 제작할때도 계속되었다. 2009-10 시즌에는 유니폼 디자인이 또다시 대폭 변경되었는데, 홈 유니폼 색상으로 자주색과 금색이 사용되었다. 그러나, 이 조합은 얼마 지나지 않아 2011년에 적색과 백색으로 회귀하였다. UEFA 유로 2012 유니폼으로는 적색 바탕에 금색 줄무늬를 지니며 대각선으로 러시아 국기가 흐르는 형태로 디자인 되었고, 원정 유니폼은 비슷한 디자인의 백색 바탕, 적색 줄무늬 유니폼이었다. 2014년 FIFA 월드컵에서 또다시 자주색, 금색 유니폼이 사용되었는데, 양팔에 러시아 국기색 줄무늬가 붙었고, 유니폼 정면에는 자주색의 밝기에 차이를 주어 우주 정복자의 기념물을 연상케 했다. 2014년 원정 유니폼은 백색과 청색으로 디자인 되었으며, 상의의 하단부는 우주에서 바라본 지구의 모습을 형상화하였다. 칼라의 측면과 후면은 러시아 국기의 색상으로 되어 있다. 2008년을 기점으로 현재까지 러시아 국가대표팀의 유니폼 제작은 아디다스가 맡고 있다.

## 킷 스폰서
| 기간      | 킷 스폰서 |
| --------- | --------- |
| 1992–1993 | 아디다스  |
| 1993–1996 | 리복      |
| 1997–2008 | 나이키    |
| 2008-현재 | 아디다스  |

## 유니폼 변천사

### 소련시대
| 1958-1989 · 홈 | 1966 WC · (vs 조선민주주의인민공화국) | 1970 · 홈 · (vs 벨기에) | 1975 · (vs 아일랜드) | 1982 · 원정 | 1986 · 원정 |

| 1988 · 홈 |  | 1988 · | 1988 · 원정 | 1990 · 홈 |  | 1990 · 원정 |  | 1991 · 홈 |  | 1991 · 원정 |

### 홈 유니폼
| 1992 · (첫 경기) | 1992 | 1993 | 1994-95 | 1995 | 1996-97 |

| 1996 · (vs 키프로스) | 1996 · (vs 이스라엘) | 1997 | 1998 | 1998-99 | 2000-02 |

| 2002-03 | 2004-05 | 2006-07 | 2007 · (vs 이스라엘) | 2008 | 2008-09 |

| 2009 | 2009-10 | 2011 | 2012-13 | 2014-15 | 2016 |

| 2017 · (사용되지 않음) | 2017 | 2018–현재 |

### 원정 유니폼
| 1993 · (vs 이스라엘 & 미국) | 1993 · (vs 아이슬란드) | 1993 · (vs 헝가리) | 1994 · (vs 멕시코) | 1994-1995 | 1996-97 |

| 1996 · (vs 브라질) | 1997 · (vs 불가리아) | 1998-99 | 1998 · (vs 프랑스) | 2000-02 | 2002-03 |

| 2004-05 | 2005 · (vs 이탈리아) | 2006-07 · (vs 라트비아 & 네덜란드) | 2007 · (vs 크로아티아) | 2008 | 2008 |

| 2009 | 2009-10 | 2011 | 2012-13 | 2014–15 | 2016-2017 |

| 2018–현재 |